# 彰徳府

河南省の彰徳府の位置（1820年）

彰徳府（しょうとくふ）は、中国にかつて存在した府。金代から民国初年にかけて、現在の河南省安陽市一帯に設置された。

## 概要
1192年（明昌3年）、金により相州が彰徳府に昇格した。彰徳府は河北西路に属し、安陽・湯陰・臨漳・林慮・輔巌の5県と天禧・永和・豊楽・鶴壁・鄴の5鎮を管轄した。
1265年（至元2年）、モンゴル帝国により彰徳府は彰徳路総管府と改められた。元のとき、彰徳路は中書省に属し、録事司と安陽・臨漳・湯陰の3県と林州、合わせて1司1州3県を管轄した。
明のとき、彰徳府は河南省に属し、直属の安陽・臨漳・湯陰・林の4県と磁州に属する武安・渉の2県、合わせて1州6県を管轄した。
清のとき、彰徳府は河南省に属し、安陽・臨漳・湯陰・林・武安・渉・内黄の7県を管轄した。
1913年、中華民国により彰徳府は廃止された。